# Psammotettix greenei
Psammotettix greenei är en insektsart som beskrevs av Hamilton 2002. Psammotettix greenei ingår i släktet Psammotettix och familjen dvärgstritar. Inga underarter finns listade i Catalogue of Life.